# 난하이 제도

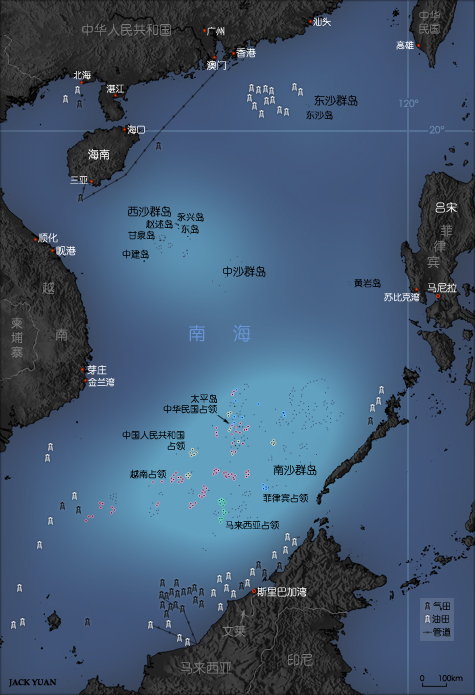

난하이 제도(중국어 간체자: 南海诸岛, 정체자: 南海諸島, 병음: Nánhǎi Zhūdǎo)는 남중국해에 흩어져 있는 250여 개의 섬과 암초로 이루어진 군도를 말한다. 대부분 무인도이다. 난하이 제도는 위치에 따라 다음처럼 나눈다.
- 스프래틀리 군도
- 중사 군도 (메이클즈필드 천퇴와 스카버러 암초 등)
- 파라셀 군도
- 프라타스 군도